# Grêle
La grêle est un des types solides de précipitations atmosphériques. Elle est constituée de billes disjointes de glace (grêlons) dont le diamètre peut varier de quelques millimètres à une vingtaine de centimètres, mais il est en général de 5 à 50 mm,. Le code METAR de la grêle est GR.
Elle se forme spécifiquement dans les cumulonimbus ; un nuage de forte extension verticale dû à l'instabilité de l'air où les puissants courants ascendants soulèvent rapidement en altitude de l'air très humide qui se condense puis gèle en montant à la suite du refroidissement rapide. Les grêlons redescendent ensuite en périphérie du cumulonimbus et commencent à fondre quand ils repassent sous l'altitude de l'isotherme zéro degré.
Les averses de grêle durent peu de temps, ne touchent qu'une superficie limitée le long d'un corridor sous l'orage. À l'intérieur des précipitations de grêle, le diamètre des grêlons n'est pas uniforme car la vitesse ascensionnelle et la densité d'humidité dans un nuage convectif varient d'un point à un autre. La grêle peut également affecter une large région et laisser plusieurs dizaines de tonnes de glace au sol. Ces masses de glace produisent souvent une grande surprise chez les observateurs car les grêlons tombent le plus souvent en été et alors que la température au sol est élevée (couramment 30 °C).

## Origine

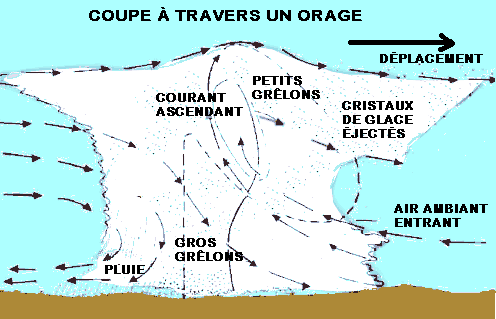
Mouvement de l'air et des grêlons dans l'orage

Un orage se forme dans une masse d'air chaud et humide, bien au-dessus du point de congélation, et très instable. L'air ainsi soulevé va finalement devenir saturé, car sa température diminue avec l'altitude selon la loi des gaz parfaits. L'excédent d'humidité forme d'abord le nuage et puis des gouttes de pluie. Les grêlons croissent lorsque les gouttes de pluie contenues dans l'orage continuent leur ascension dans le fort courant ascendant et gèlent. Pour geler, les gouttes doivent être sous le point de congélation et rencontrer un noyau de congélation.
Dès qu'une goutte gèle dans les niveaux supérieurs de la troposphère (couche inférieure de l'atmosphère terrestre) où la température est inférieure à −10 °C, elle devient un tel noyau de congélation qui peut commencer le grêlon. L'embryon se retrouve alors entouré de vapeur d'eau et de gouttes restées liquides, la surfusion pouvant exister jusqu'à une température de −39 °C. Comme la pression de vapeur de saturation de la glace est moindre que celle de l'eau à ces températures, la vapeur d'eau contenue dans l'air en ascension rapide va se condenser en priorité sur les noyaux de glace. Les grêlons croîtront donc plus rapidement que les gouttes de pluie dans une atmosphère humide comme celle de l'orage.
De plus, les embryons de grêle « cannibalisent » la vapeur d'eau des gouttes surfondues dans leur entourage. En effet, à la surface des gouttes il y a toujours un échange de vapeur d'eau avec l'air environnant et le grêlon semble attirer les molécules d'eau vers lui parce qu'il leur est plus facile de s'y condenser que sur la goutte (effet Bergeron). Finalement, les gouttes de pluie qui entrent en contact avec les grêlons, gèlent instantanément sur sa surface.
Le tout permet aux grêlons de croître rapidement dans les régions du nuage à fort contenu liquide. Le taux de croissance est particulièrement important autour de −13 °C. Le processus se passe également dans un courant ascendant très fort qui amènera les grêlons très haut dans l'atmosphère, jusqu'à plus de 15 km d'altitude, à une vitesse ascensionnelle souvent de plus de 40 km/h.
La formation de la grêle n'a donc rien à voir avec celle de la neige. Cette dernière se forme dans des nuages stratiformes à faible mouvement vertical, à des températures sous zéro degré Celsius et dans une masse d'air contenant relativement peu d'humidité où il y a peu de gouttelettes surfondues. Dans ces conditions, les cristaux de glace qui se forment sont très petits, et croissent lentement pour donner des flocons.

### Structure en couches

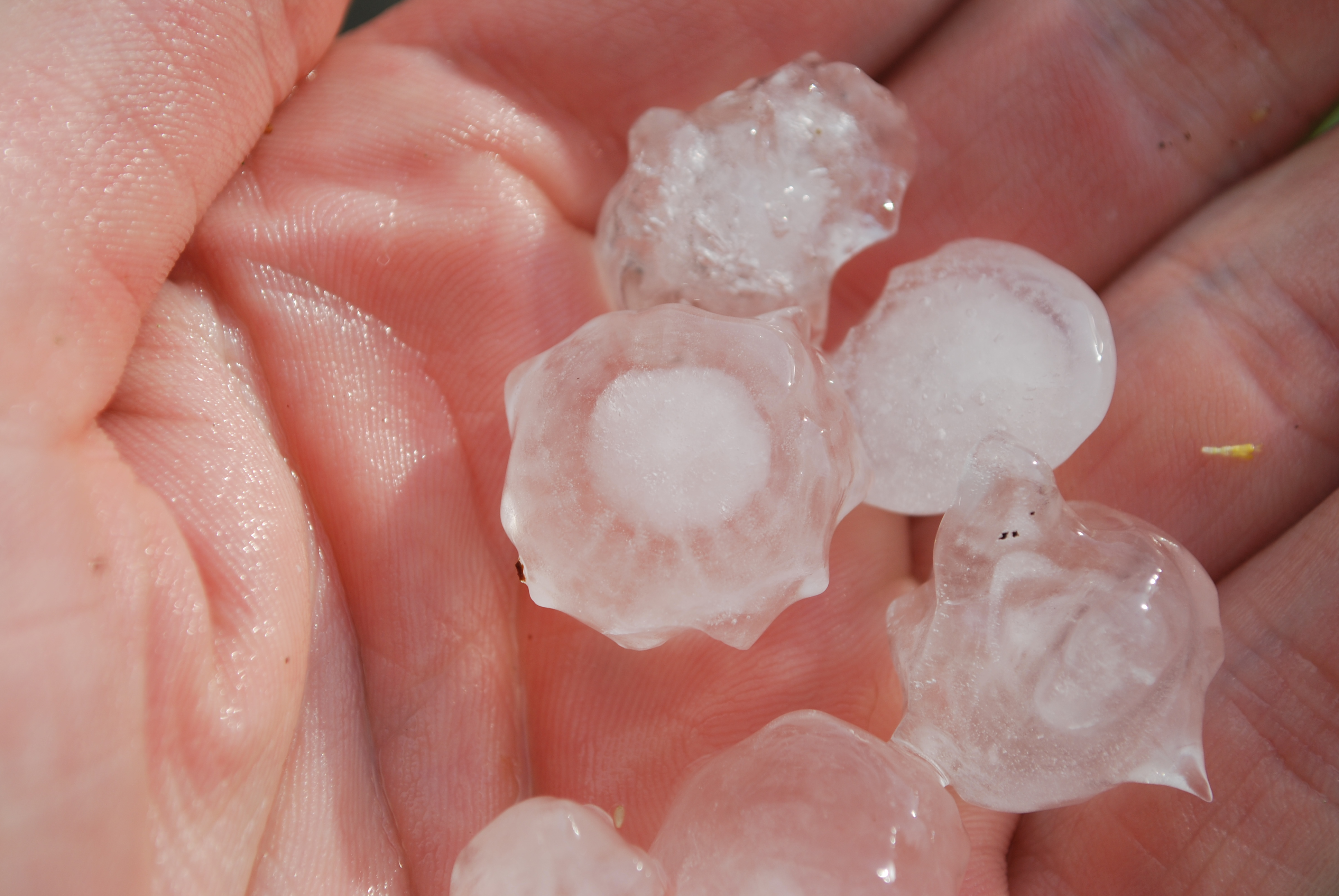
La structure en couche de ces grêlons est visible

Une coupe transversale des gros grêlons montre qu'ils ont une structure en pelure d'oignon, c'est-à-dire formée de couches de croissance épaisses et translucides alternant avec des couches minces, blanches et opaques. La théorie voulait antérieurement que les grêlons fussent sujets à plusieurs allers-retours, retombant dans la zone humide puis regelant dans une nouvelle phase ascendante, ce qui aurait généré les couches successives. Cependant, les recherches théoriques et sur le terrain ont démontré que ce n'était pas le cas.
En fait, le grêlon en ascension traverse des zones du nuage où la concentration d'humidité et de gouttelettes en surfusion varie. Son taux de croissance change selon les variations rencontrées. Le taux d'accrétion des gouttelettes est un autre facteur de croissance. Ces dernières s'agglomèrent par contact avec le grêlon. Ainsi lorsque le grêlon passe dans une zone riche en gouttelettes, il va acquérir une couche translucide en les capturant, alors que dans les régions de l'orage où c'est surtout de la vapeur d'eau qui est disponible, il se formera une couche de givre blanc opaque.

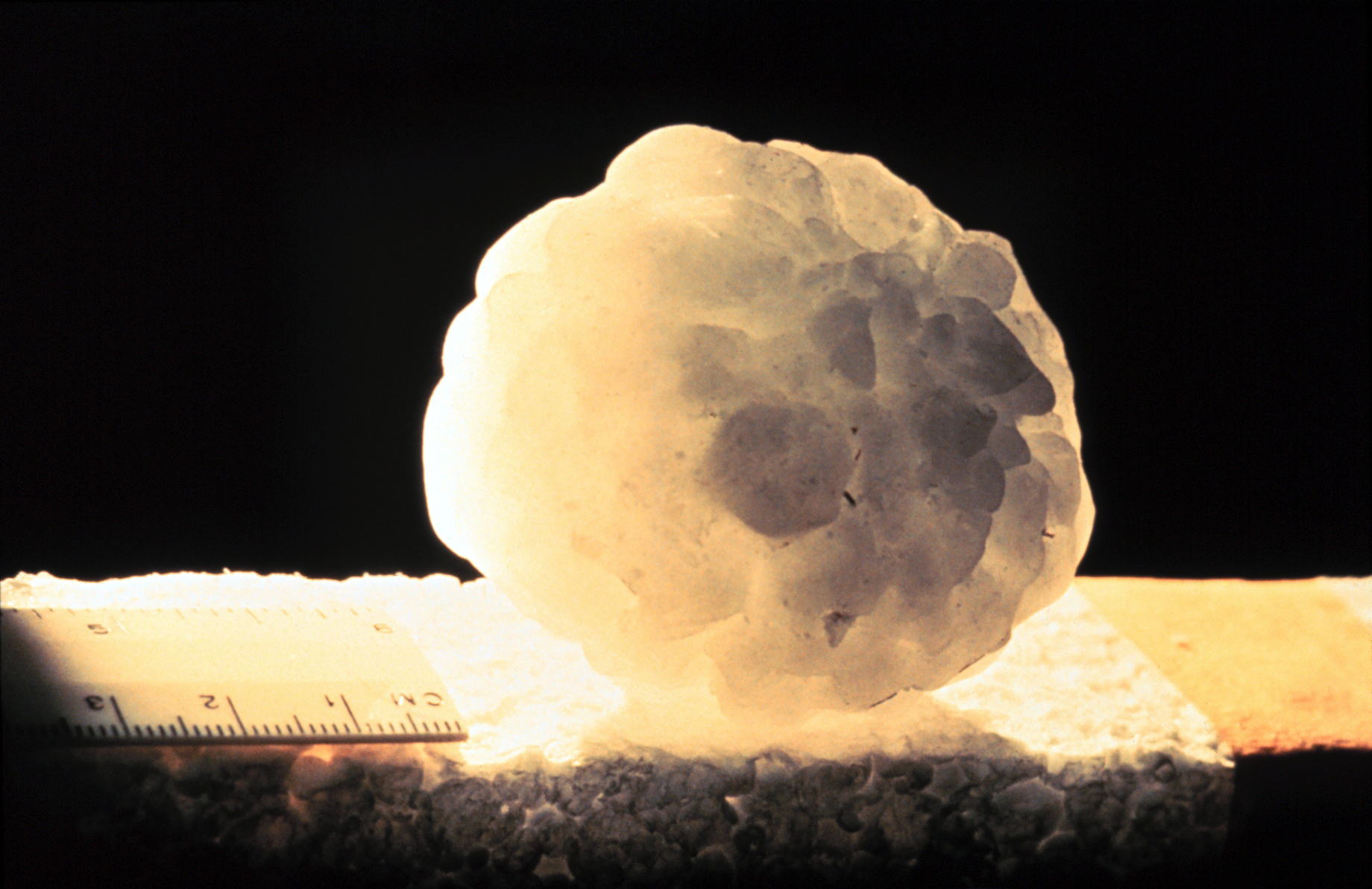
Un gros grêlon formé de l'agrégation de plusieurs plus petits

De plus, le grêlon se meut verticalement à une vitesse variable qui dépend de sa position dans le courant ascendant ainsi que de son poids. C'est ce qui va faire varier l'épaisseur des couches car le taux de capture des gouttelettes surfondues (accrétion) dépend des vitesses relatives entre celles-ci et le grêlon, certaines vitesses d'ascension la favorisant. La croissance des grêlons amène le relâchement de chaleur latente, ce qui peut garder l'extérieur du grêlon liquide, le rendant plus "collant". Les grêlons peuvent alors s'agglomérer à deux ou plusieurs, selon les collisions, pour en former de plus gros, aux formes irrégulières.
Le grêlon s'élève donc jusqu'à ce que son poids ne puisse plus être supporté par le courant ascendant, ce qui prend au moins une trentaine de minutes compte tenu de la force de ces courants dans un orage à grêle dont le sommet est généralement à plus de 10 km de hauteur. Puis il se met à redescendre vers le sol tout en continuant sa croissance par les mêmes procédés jusqu'à ce qu'il sorte du nuage. Ce trajet unique dans l'orage est donc suffisant pour expliquer la configuration en couches de la grêle. Le seul cas où l'on peut parler de trajets multiples est celui des orages multicellulaires où un grêlon peut être éjecté du sommet de la cellule-mère et être repris dans le courant ascendant d'une cellule-fille plus intense, mais il s'agit là d'un cas exceptionnel.

### Chute

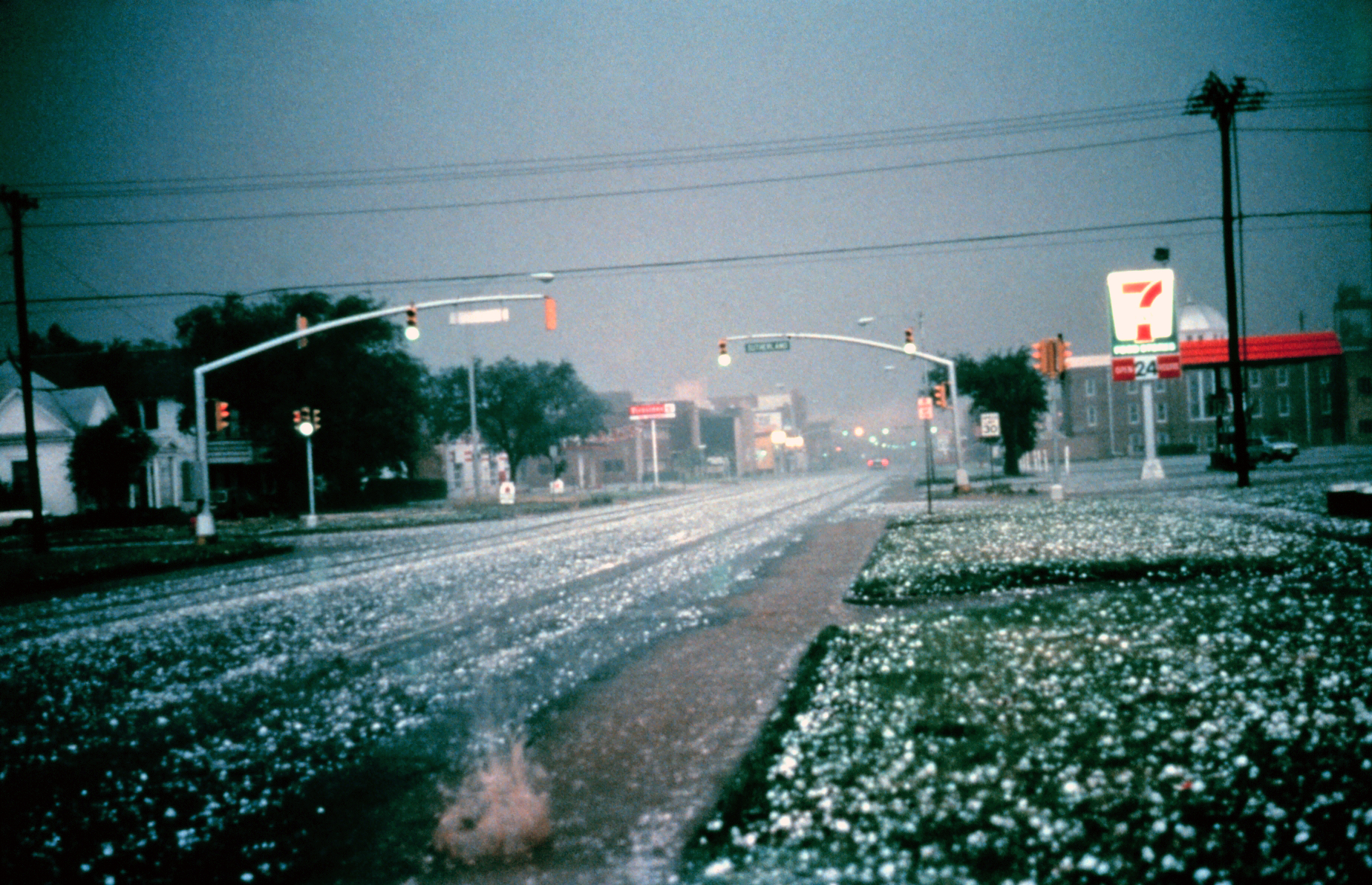
Grêlons couvrant le sol lors du passage d'un orage.

La grosseur maximale des grêlons dans le nuage n'est pas celle que l'on retrouve au sol. En effet, une fois qu'il quitte le nuage, le grêlon commence à se sublimer car l'air n'y est plus à saturation. Lorsqu'il passe dans la couche où la température dépasse le point de congélation, il se met aussi à fondre et à s'évaporer. Ce que l'on retrouve au sol est donc ce qui n'a pu se transformer et dépend de la hauteur du niveau de congélation.
La vitesse de chute des grêlons dépend de l'accélération terrestre (9,81 m/s2) qui l'attire au sol, de la poussée d'Archimède qui s'y oppose (force négligeable), de la collision avec d'autres grêlons et les gouttes de pluie, de la composante verticale du vent (le vent ascendant) et de la viscosité de l'air (plus précisément, du coefficient de traînée). Lorsque les forces s'équilibrent, l'accélération cesse et le grêlon a alors atteint sa vitesse terminale. Celle-ci est difficile à déterminer théoriquement puisque tous ces paramètres ne sont connus que de façon imparfaite et qu'un grêlon n'est pas une sphère parfaite. Une formulation simplifiée de la vitesse terminale de chute d'un grêlon sphérique est la suivante :
{\displaystyle V={\sqrt {{8 \over 3}{\rho _{g} \over \rho _{a}}R\;g}}}
où :
V est la vitesse terminale ;
ρg est la masse volumique du grêlon (qui peut être inférieure à 1 000 kg/m3 à cause de l'air emprisonné) ;
ρa est la masse volumique de l'air (on peut prendre 1,225 kg/m3 au niveau du sol) ;
R est le rayon du grêlon ;
g est l'accélération de la pesanteur.
Pour un grêlon de 1 cm de diamètre la vitesse de chute calculée est de 10,4 m/s. Pour un diamètre de 8 cm, la vitesse de chute est de 29,1 m/s et pour un diamètre de 20 cm la vitesse de chute est de 46 m/s. Cette valeur est consistante avec la vitesse ascensionnelle dans des cumulonimbus supercellulaires qui peut atteindre de 45 à 50 m/s,.
Cette formule simplifiée est corroborée par les estimations expérimentales qui affirment que la vitesse terminale s'exprime comme suit :
{\displaystyle V=11{,}45\ {\sqrt {d}}}
où V est exprimé en mètres par seconde et d représente le diamètre exprimé en centimètres. On considère un grêlon de 1 cm de diamètre. La formule simplifiée ci-dessus donne une vitesse terminale de 10,43 m/s alors que la formule supra donne une vitesse terminale de 11,45 m/s (ou 11,83 suivant d'autres formules). La différence entre les deux estimations n'est que de 10 % ce qui est parfaitement acceptable étant donné les différentes formes des grêlons. Pruppacher aboutit à la même conclusion :

« Note from (10-176) that giant hailstones may have terminal fall velocities of up to 45 m/s. These large terminal velocities imply that comparable updraft velocities must exist inside clouds to permit the growth of such particles. »

Traduction en français : « Notons que les grêlons géants peuvent avoir des vitesses terminales de chute atteignant 45 m/s. Ces énormes vitesses finales impliquent l'existence de courants ascendants ayant une vitesse comparable pour permettre la formation de telles particules. »

### Petite grêle
Les cumulus bourgeonnants (nuages d'averses), avec un courant ascendant beaucoup plus faible et un sommet moins froid, peuvent donner de la très petite grêle (moins de 5 mm) par un processus similaire. Cette petite grêle est parfois nommée grésil.

## Dégâts et tentatives de maîtrise du phénomène

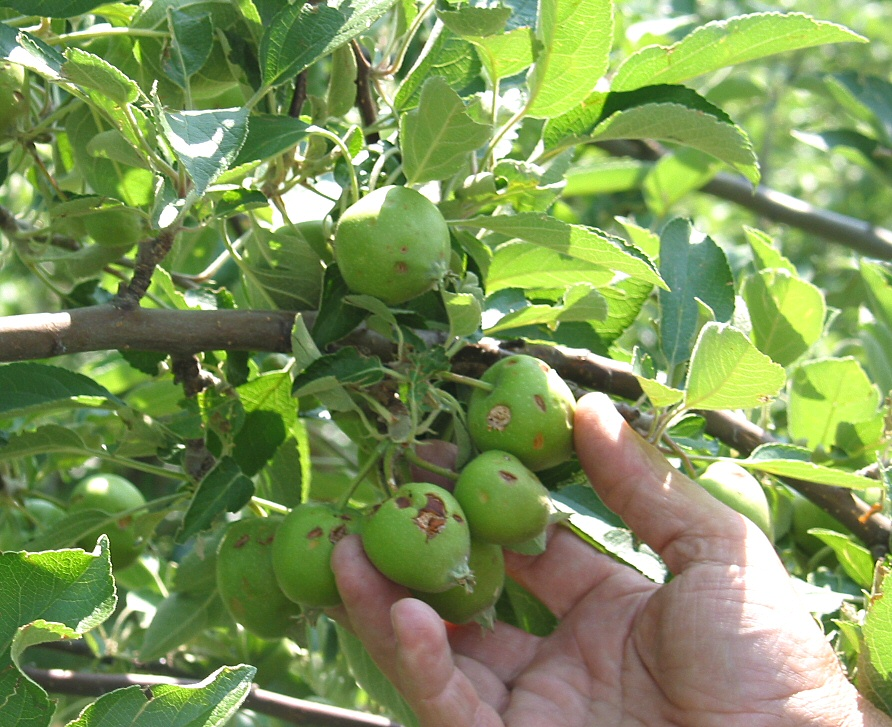
Dégâts causés par la grêle sur des pommiers.

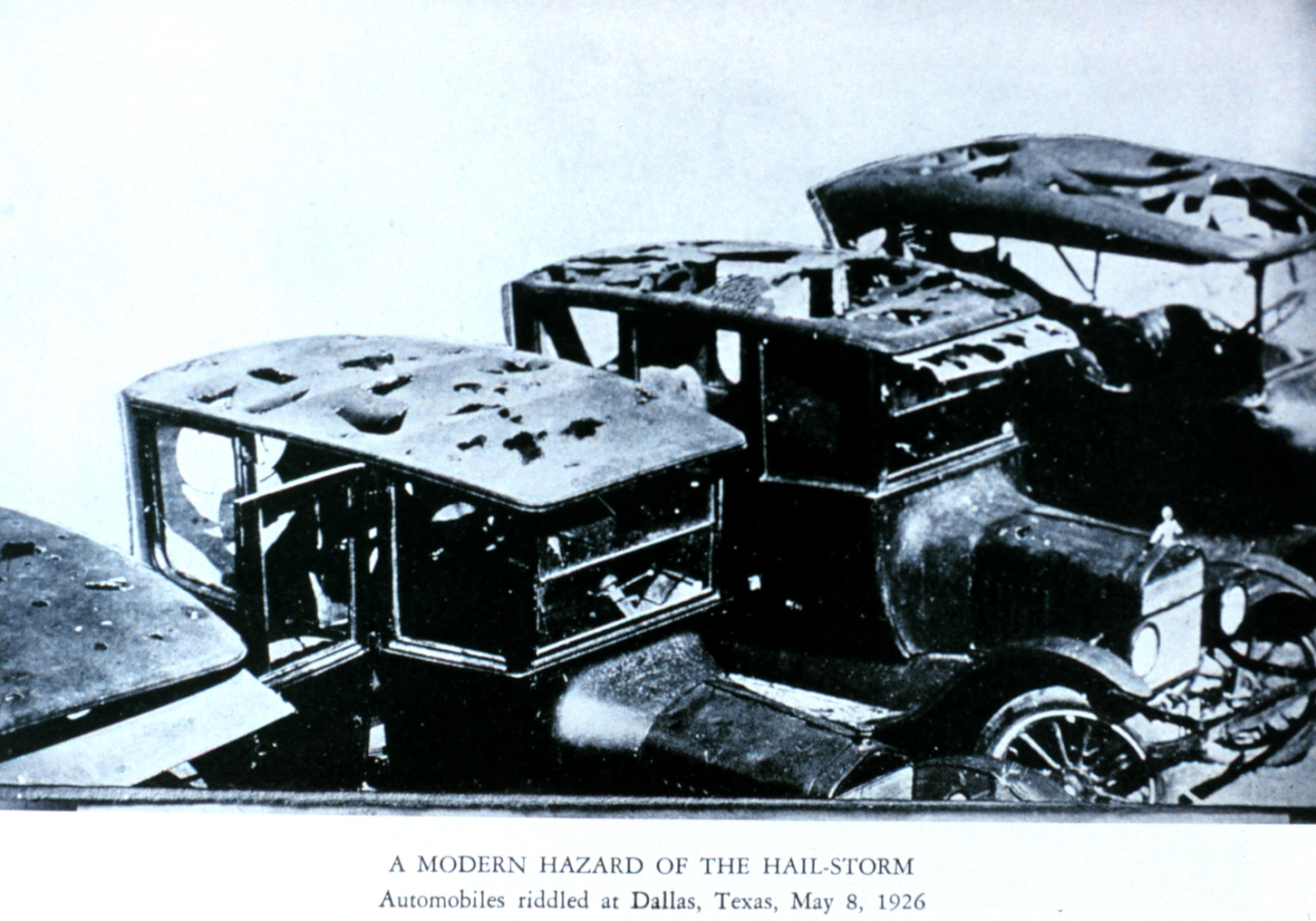
Les premières automobiles n'étaient pas conçues pour résister aux gros grêlons

La grêle fait en moyenne bien moins de dégâts sur les cultures que les gelées printanières tardives et les sécheresses, et bien moins de dégâts sur les biens que les tempêtes et incendies, mais elle est localement et périodiquement un phénomène parfois dévastateur de futures récoltes arboricoles et viticoles (« calamité agricole ») et de biens. Notamment dans les monocultures denses, les arbres ayant subi de fortes averses de grêle sont plus vulnérables à certaines infestations par des parasites, dont les champignons.
Rarement, les plus gros grêlons sont dangereux pour les personnes et les animaux. Certaines régions de Suisse comme La Chaux-de-Fonds sont particulièrement touchées toute l'année plusieurs fois par mois même en été par de la grêle de taille peu commune provoquant des dégâts impressionnants.

### Connaissance
Prévenir ou limiter les dégâts (y compris dans les zones montagneuses ou élevées de pays chauds où des épisodes de grêle sont possibles), implique de mieux comprendre le phénomène dans toutes se composantes (variabilité, fréquence d’apparition, localisation, intensité, vulnérabilité des cultures...). Ceci implique de prendre en compte des facteurs naturels (à observer dans le contexte du changement climatique), des facteurs et cadres de gestion des risques et d'assurance/indemnisation contre les calamités agricoles,, en passant donc par l'évaluation/cartographie des vulnérabilités et des enjeux. Le caractère particulièrement aléatoire de la grêle interdit les conditions classiques d’expérimentations contrôlées (qui permettraient aussi de tester les dispositifs de lutte et de scientifiquement évaluer leur efficacité et coûts/avantages.
On a récemment montré qu'en France il grêle en moyenne près d'une fois par an sur les régions situées entre le Sud-Ouest, l'est de la France et les Alpes méridionales, régions qui concentrent le plus de vergers (cultures parmi les plus vulnérables à la grêle). Le Gers est l'une des zones les plus grêlifères de France, avec des dégâts parfois très importants : ainsi en 1971 ce département a été particulièrement touché avec 18 à 23 % (selon les sources) de pertes des produits agricoles,. En outre l'agriculture industrielle a concentré les vergers dans certains bassins de production transformés en « véritables vergers en continu » laissant augurer des séries de « sinistres de grande ampleur ». Plusieurs associations existent en France, nationale (Anelfa) ou régionales (Association climatologique de la Moyenne-Garonne et du Sud-Ouest par exemple) qui ont pour objet de développer ces moyens de lutte (R&D).
De nombreux travaux de recherche ont porté sur l'expérimentation (ou la faisabilité économique) de moyens de prévention de la grêle, souvent sans succès.
Pour améliorer sa connaissance, la Suisse a ainsi récemment (2018) investi 1 million de francs suisse, pour mettre en œuvre un réseau de 80 capteurs automatisés, positionnés dans certaines zones connues pour être sensibles à la grêle. Ce projet est piloté par l'université de Berne et MétéoSuisse, avec le soutien d'un assureur (La Mobilière).
Des radars, par exemple installés sur des zones de vignoble peuvent annoncer l'arrivée de nuages de grêle.

### Mitigation
Elle supposerait de pouvoir modifier le climat très en altitude et avant que l'orage ne soit au dessus du site à protéger. Il existe bien moins de moyens de se protéger de la grêle que du gel tardif, le seul dispositif actuellement efficace étant le filet anti-grêle, également utile contre les insectes et oiseaux, mais qui présente néanmoins un coût significatif,.
L'idée de modifier le climat local est ancienne. Au Moyen Âge, en Europe, on faisait sonner les cloches des églises pour éviter la grêle (et les dommages causés aux cultures). Après l'invention du canon, on tirait des coups de canon vers les nuages. Cette méthode a sa version moderne avec les canons à grêle modernes. Au début du XXe siècle, certains ont pensé que les électro-capteurs utilisés en électroculture, en modifiant les paramètres électriques de l'atmosphère, pourraient être améliorés et disposés autour de cultures à risque pour avoir une fonction paragrêle, testés en France en 1911 par la société d'études scientifiques de l'Anjou (subventionnée cette année-là par le ministère de l'agriculture).
Après la Seconde Guerre mondiale, on teste l'ensemencement des nuages pour tenter de réduire les dégâts causés par la grêle, notamment aux Etats-Unis et dans l'ex-URSS. En augmentant le nombre de noyaux de congélation on espère augmenter le nombre de grêlons aux dépens de leur taille. L'iodure d'argent est le plus souvent utilisé pour cela. Mais les météorologues sont très partagés sur l'efficacité de cette méthode qui n'a donné de bons résultats que dans des conditions favorables de laboratoire (travaux de Vonnegut et Schaeffer en 1947, aux Etats-Unis). Dans les années soixante-dix, des chercheurs russes ont dit avoir mis au point en Union soviétique une méthode d'ensemencement rigoureuse, précise et efficace impliquant une détection radar de la zone grêligène au sein de l'orage, suivie d'un tir d'obus d'artillerie ou de roquettes ensemençant les nuages par de l'iodure d'argent à 3 000 à 8 000 mètres. Ils annoncent pouvoir ainsi réduire jusqu'à 70 à 98% les dommages aux cultures,. Des expériences ont été faites dans au moins 15 pays de 1965 à 2005 avec des résultats souvent mitigés ou nuls,.
Cette méthode pose aussi la question de la toxicité de l'argent retombant avec la pluie ou dans des grêles plus petites. Selon l'Anelfa (association française) les taux d'iodure d’argent à 100 m d’un générateur et dans l'air dans d’un réseau de générateurs seraient respectivement de 10 μg/m3 et 10-4 μg/m3 (d'après une modélisation de diffusion de panaches). L'Anelfa compare ces chiffres au taux de 10 μg/m3 durant 8h consécutives admise aux Etats-Unis et au Royaume-Uni pour les composés de l’argent dans le cadre du risque professionnel. Ces ensemencements n'étant en outre pas chroniques et réalisés en altitude. On sait néanmoins que le nano-argent est hautement toxique pour les micro-organismes, et présente un risque de pénétration de l'organisme humain/animal via les voies respiratoires, avec des effets à courts à long terme encore sont mal cernés. (voir Nano-argent)
Une autre méthode consiste à diffuser en altitude, au sein de la cellule orageuse et dans la zone de génération de grêle, de sels hygroscopiques (chlorure de calcium/sels d'aluminium et chlorure de sodium), par ballons. Dès qu'il est prévenu (via un service SMS payant en France) l'agriculteur doit enclencher son système d’ensemencement du nuage ; jusqu’à 15 minutes avant les précipitations (« entre 450 et 1 000 mètres d’altitude. L’ensemencement d’un nuage par ce dispositif nécessite l’utilisation d'au moins une vingtaine de ballons pour disposer de l’ordre de 2 à 4 kg de sels par nuage (et de 5 à 10 kg par orage). Ce dispositif est donc à mobiliser au sein d’un réseau d’agriculteurs (...) D’après un rapport (2010) de l’Organisation météorologique mondiale, "les tentatives d’ensemencement des nuages par des sels hygroscopiques [...] n’ont pas apportées de résultats démontrables" »). En 2020, l'investissement est de 1 800 € par poste de tir, ce à quoi s'ajoutent les frais de fonctionnement/consommables : 350 € par ballon tiré auquel se rajoute le coût de l’abonnement au système d’alerte (environ 800 €/an). En 2020, selon l'OMM citée par M. Hirshy « de la même manière que pour l’iodure d’argent, l’Organisation météorologique mondiale a conclu que « des impacts environnementaux et écologiques non attendus des techniques d’ensemencement n’ont pas été démontrés mais ne peuvent être exclus », sans s’exprimer sur l’impact des sels hygroscopiques sur la santé humaine ».

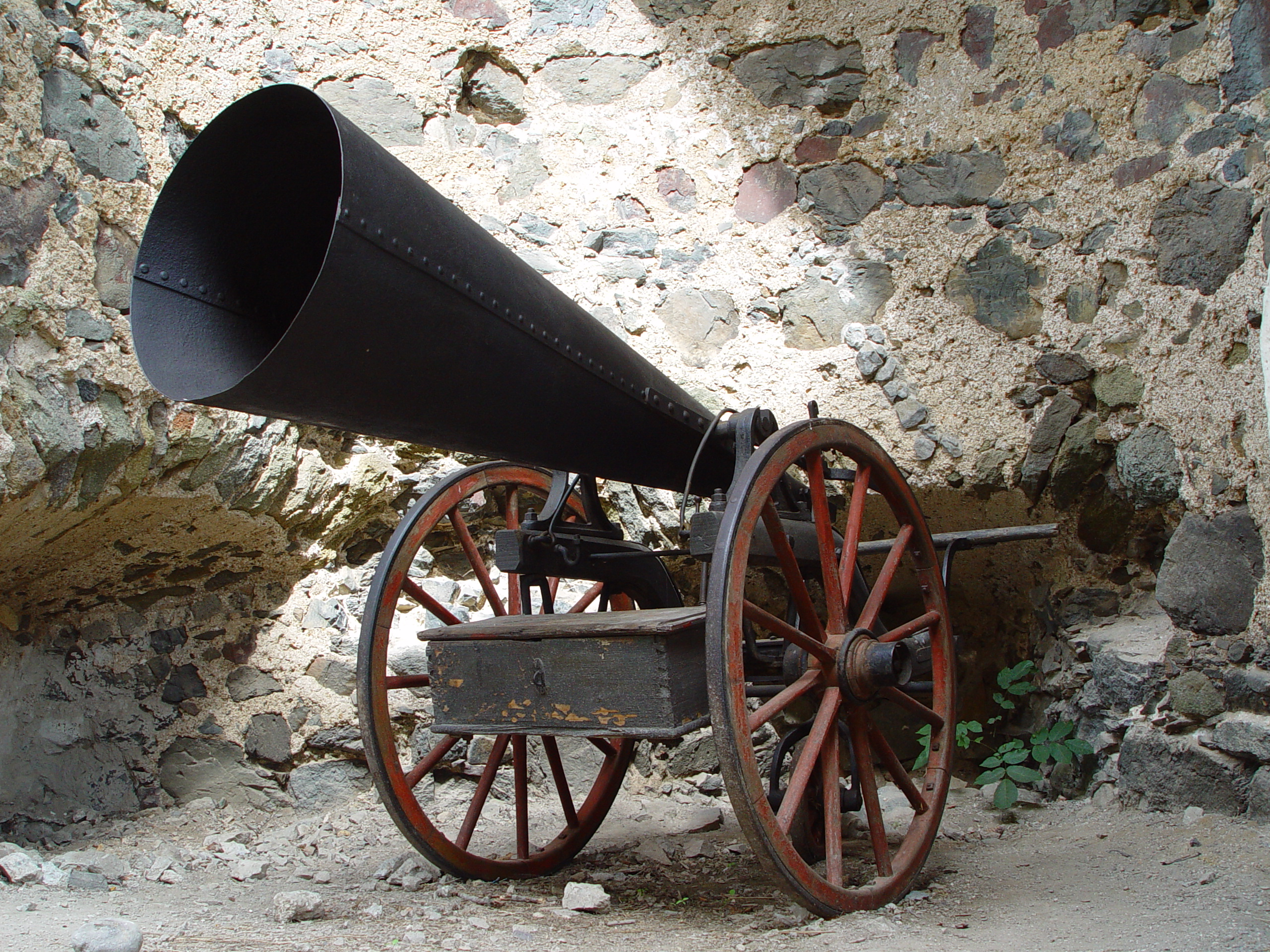
Canon à grêle, installé dans un vieux château à Banska Stiavnica, en Slovaquie

L'efficacité du canon anti-grêle (supposé avoir un effet désintégrateur des grêles par onde de choc au sein d'un nuage d'orage) est controversée et n'a pas été démontrée. De plus les météorologues ne comprennent pas comment il pourrait agir ; cependant il est toujours utilisé par certains cultivateurs dans plusieurs pays. Une expérimentation contrôlée de la méthode russe (avec évaluation des coûts/avantages) a été faite dans la région de Lucerne (Suisse), en lien avec des centres de recherches italien, suisse et français (Groupement National d'Etudes des Fléaux Atmosphériques ou GNEFA).
Certains vergers utilisent des filets paragrêle. Au début des années 1980, selon B. Levadoux (Université de Clermont II, 1982) les autres méthodes de prévention n'ont pas encore d'efficacité scientifiquement prouvée.
La lutte passive se résume au « choix des sites de plantations ou la mise en place de haies de protection (...) S’ils ne constituent pas, à eux seuls, des moyens de protection suffisants pour faire face aux épisodes de gel intenses, ils représentent cependant des moyens de protection complémentaires à la lutte active qu’il convient de ne pas négliger » concluait en 2020 Matthieu Hirschy (ACTA).

### Extrêmes

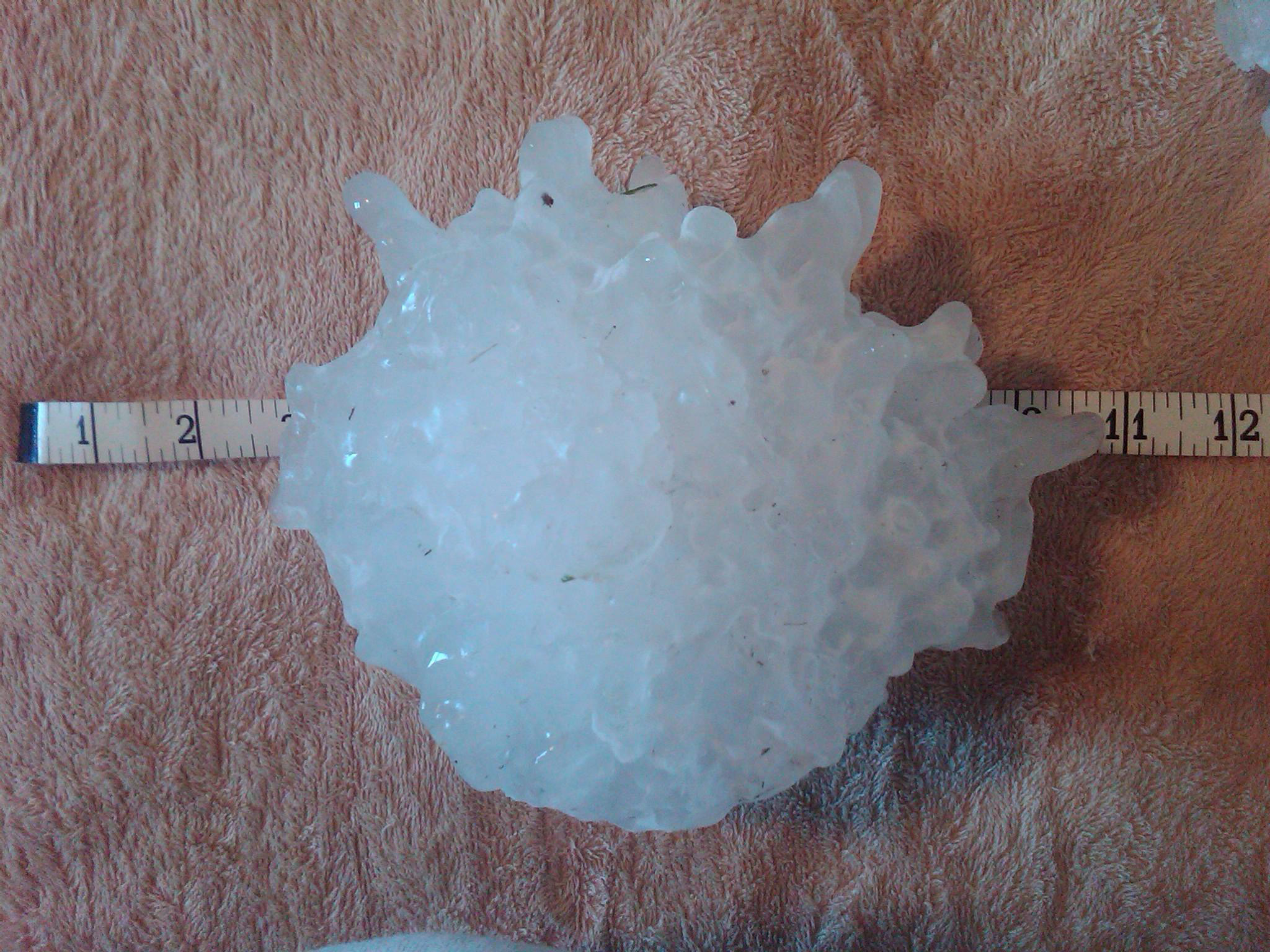
Le plus gros grêlon jamais rapporté aux États-Unis : diamètre de 20,3 cm et 47,3 cm de circonférence.

Records homologués par l'Organisation météorologique mondiale (OMM) et le National Oceanic and Atmospheric Administration (NOAA):
- Aux États-Unis, le grêlon détenant le record du plus grand diamètre, soit 20,3 cm (la taille d'un melon), et celui du plus pesant, 879 g, est tombé à Vivian au Dakota du Sud, le 23 juillet 2010. Cependant, celui ayant la plus grande circonférence est tombé à Aurora au Nebraska, le 22 juin 2003. Celle-ci était de 47,6 cm, soit 0,3 cm de plus que celui de Vivian[2] ;
- Le record mondial du plus lourd grêlon est de 1,02 kg. Il est tombé à Gopalganj (23° 00′ N, 89° 56′ E) au Bangladesh le 14 avril 1986. Quatre-vingt-douze personnes (92) furent tuées durant l'orage, pas nécessairement par la chute des grêlons[44],[45].

Non homologués par l'OMM :
- Le 11 août 1958, un orage de grêle dévaste la région de Strasbourg[46]. Un gros grêlon atteint 972 g.
- Le 25 mai 2009 dans la Picardie et le Nord-Pas-de-Calais en France, les plus gros grêlons atteignent 12 centimètres de diamètre lors d'un épisode d'orages supercellulaires[47],[48].

### Aviation
Dans de rares cas, de gros grêlons ont sérieusement endommagé des aéronefs traversant une zone orageuse, c'est pourquoi les avions devraient éviter les orages même avec un radar de bord. En effet, les grêlons sont très réflectifs s'ils sont vus directement par le faisceau du radar mais s'ils se retrouvent derrière une zone de forte pluie, le signal revenant des grêlons sera atténué par cette dernière. Il pourra sembler alors au pilote qu'il se dirige vers une zone de pluie plus faible, ou même un dégagement, une fois passé la pluie forte.